# Marco Antonio Etcheverry Vargas
Marco Antonio Etcheverry Vargas (Santa Cruz de la Sierra, 26 de setembre de 1970) és un exfutbolista i entrenador bolivià. Com a futbolista ocupava la posició de migcampista. Conegut com El Diablo (El diable), és considerat com un dels jugadors bolivians més importants de tots els temps.

## Trajectòria
Després de destacar al Destroyers i al Bolíver, el migcampista va militar a les lligues d'Espanya, Xile, Colòmbia, Estats Units i Equador, passant per equips com l'Albacete Balompié, l'América de Cali, el Colo Colo o el DC United. En aquest darrer conjunt va formar entre 1996 i 2003, encara que va ser cedit en tres ocasions. El 2004 hi retorna al Club Bolívar.
Després de penjar les botes, ha seguit vinculat al món del futbol com a entrenador. El 2009 es fa càrrec de la Sociedad Deportiva Aucas i de l'Oriente Petrolero.

## Selecció
Etcheverry és un dels futbolistes més destacats de la selecció de Bolívia. Va disputar 71 partits i va marcar 13 gols amb el combinat nacional.
Va estar present al Mundial de 1994, així com a les Copes Amèrica de 1989, 1991, 1993, 1995, 1997 (en la qual va ser finalista) i 1999.

## Títols
- MLS Cup: 1996, 1997, 1999
- US Open Cup: 1996
- Campionat de l'Equador: 1997
- Copa Interamericana: 1998
- Champions de la CONCACAF: 1998
- Campionat de Bolívia: 2001